# マニカ州
マニカ州（マニカしゅう、ポルトガル語: Província de Manica）は、モザンビーク西部に位置する州。面積は61,661km2で、人口は1,207,332人（2002年）。州都はシモイオ（ポルトガル語: Chimoio）。

## 地理
モザンビーク西部の高原地帯に位置し、ジンバブエとの国境に標高2,595mのイニャンガニ山がある。北でテテ州、東でソファラ州、南でイニャンバネ州及びガザ州と接し、ジンバブエの首都ハラレとモザンビーク第二の主要港ベイラとの中間にあたり、鉄道及び道路が横断している。

## 歴史
かつては東に隣接するソファラ州と一体の州であり、マニカ・ソファラ州（ポルトガル語: Província de Manicca E Sofala）と呼ばれていた。
2020年代には、金の違法採掘が相次いだ。2021年時点で州内には小規模な採掘拠点が338カ所存在した。採掘される金の精錬に使用される水銀は河川を汚染し、土壌汚染を進行させた。

## 下位行政区画
- バルエ郡（英語版）
- シモイオ
- ゴンドラ郡（英語版）
- グロ郡（英語版）
- マカテ郡（英語版）
- マシャゼ郡（英語版）（マチャゼ郡）
- マコッサ郡（英語版）
- マニカ郡（英語版）
- モスリーゼ郡（英語版）
- ススンデンガ郡（英語版）
- タンバラ郡（英語版）
- ヴァンドゥズィ郡（英語版）